# Biserica „Sfinții Arhangheli Mihail și Gavriil” din Hirișeni
Biserica „Sf. Arhangheli Mihail și Gavriil” este o biserică amplasată în Hirișeni, raionul Telenești, Republica Moldova. Este un monument arhitectural de importanță națională inclus în Registrul monumentelor Republicii Moldova ocrotite de stat cu nr. 1505 (raionul Telenești). Datează din 1830.